# 隈部館
隈部館（くまべやかた）は、熊本県山鹿市菊鹿町上永野にあった戦国時代の日本の城（城館）。永野城（ながのじょう）とも称される。肥後の有力国人・隈部氏の居館で、館跡は「隈部氏館跡」の名称で国の史跡に指定されている。

## 概要
隈部館は、山鹿市東部に聳える標高682メートルの「城床」と呼ばれる山の南西側に、扇状に広がる斜面の標高340メートル付近の平坦面に位置する。「城床」山頂には猿返城（さるがえしじょう）があり、その北東の尾根伝いには米山城（こめやまじょう）があり、両城を詰城としていたと考えられている。
館跡は、左右を急峻な谷に囲まれ、その南方に山鹿市一帯を眺望できる。隈部館南方の上永野集落に降る山腹の至るところに石垣や土塁が存在し、付近一帯に隈部氏一族や家臣が邸宅を並べていたと推定される。

## 歴史
隈部武治が上永野に本拠を定め、隈部親家または隈部親永が隈部館を整理拡張したと伝えられる。隈部親永が1580年（天正8年）に隈府城に移るまで隈部氏の居城であった。隈部親永が隈府城に移った後も重要拠点であったが、1587年（天正15年）に発生した肥後国人一揆の鎮圧後に破却された。
『肥後国誌』では「隈部親永カ家人富田伊予守氏続永野城代に成」「里俗ハ日渡ノ城」というとある。『日本歴史地名大系 第44巻 熊本県の地名』では永野城を日渡城のこととしているが、隈部館と日渡城を混同した可能性が高い。

## 現状
『肥後国誌』には、居館跡には大手枡形ノ跡、城ノ礎石、若殿ノ部屋ノ跡、庭石泉水ノ跡、花園ノ跡が残るとある。隈部神社の下にある広場には、庭園跡と接して3棟分の建物の礎石が残っている。隈部神社と広場の北側には堀切が残り、神社の南側には枡形の跡がある。枡形の跡から小道をさらに南に降ると、その脇に厩跡と伝えられる空き地がある。
旧鹿本郡菊鹿町時代の1974年（昭和49年）3月に熊本県の史跡に指定され、同町により史跡環境整備の一環で3度の発掘調査が行われている。1970年（昭和50年）の調査では、ほぼ完全な形の庭園跡が検出された。
2009年（平成21年）に県の史跡から国の史跡となったことを記念して、隈部親永の銅像が建立され、2011年（平成23年）11月26日に除幕式が行われた。